# Liste der Nummer-eins-Hits in den Hot Dance Club Charts (2009)
| Singles |
| --- |
| - Pussycat Dolls – I Hate This Part - 2 Wochen (3. Januar – 16. Januar) - Beyoncé – Single Ladies (Put a Ring on It) - 1 Woche (17. Januar – 23. Januar) - The Killers – Human - 1 Woche (24. Januar – 30. Januar) - Donna Summer – Fame (The Game) - 1 Woche (31. Januar – 6. Februar) - Kristine W – Never - 1 Woche (7. Februar – 13. Februar) - Mariah Carey – I Stay in Love - 1 Woche (14. Februar – 20. Februar) - Lady Gaga – Poker Face - 1 Woche (21. Februar – 27. Februar) - LeAnn Rimes – What I Cannot Change - 1 Woche (28. Februar – 6. März) - Shontelle – T-Shirt - 1 Woche (7. März – 13. März) - Enrique Iglesias feat. Sean Garrett – Away - 1 Woche (14. März – 20. März) - Brandy – Long Distance - 1 Woche (21. März – 27. März) - Beyoncé – Diva - 1 Woche (28. März – 3. April) - Lily Allen – The Fear - 1 Woche (4. April – 10. April) - Mary Mary feat. Kierra "KiKi" Sheard – God in Me - 1 Woche (11. April – 17. April) - Nadia Ali – Love Story - 1 Woche (18. April – 24. April) - Kristine W – Love Is the Look - 1 Woche (25. April – 1. Mai) - Solange – T.O.N.Y. - 1 Woche (2. Mai – 8. Mai) - Anjulie – Boom - 1 Woche (9. Mai – 15. Mai) - Pussycat Dolls feat. Snoop Dogg – Bottle Pop - 1 Woche (16. Mai – 22. Mai) - Beyoncé – Halo - 1 Woche (23. Mai – 29. Mai) - Depeche Mode – Wrong - 1 Woche (30. Mai – 5. Juni) - Deborah Cox – Beautiful U R - 1 Woche (6. Juni – 12. Juni) - Ono – I’m Not Getting Enough - 1 Woche (13. Juni – 19. Juni) - David Guetta feat. Kelly Rowland – When Love Takes Over - 2 Wochen (20. Juni – 3. Juli) - The Perry Twins feat. Niki Haris – Bad, Bad Boy - 1 Woche (4. Juli – 10. Juli) - Livi Franc – Now I’m That Bitch - 1 Woche (11. Juli – 17. Juli) - Oceana – Body Rock - 1 Woche (18. Juli – 24. Juli) - Lady Gaga – LoveGame - 1 Woche (25. Juli – 31. Juli) - Pet Shop Boys – Love etc. - 1 Woche (1. August – 7. August) - Erika Jayne – Give You Everything - 1 Woche (8. August – 14. August) - Pussycat Dolls feat. Nicole Scherzinger – Hush Hush - 1 Woche (15. August – 21. August) - Katy Perry – Waking Up in Vegas - 1 Woche (22. August – 28. August) - Kaci Battaglia – Crazy Possessive - 1 Woche (29. August – 4. September) - Kristine W – Be Alright - 1 Woche (5. September – 11. September) - Beyoncé – Sweet Dreams - 1 Woche (12. September – 18. September) - La Roux – Bulletprouf - 1 Woche (19. September – 25. September) - Madonna – Celebration - 1 Woche (26. September – 2. Oktober) - Mariah Carey – Obsessed - 1 Woche (3. Oktober – 9. Oktober) - Shakira – She Wolf - 1 Woche (10. Oktober – 16. Oktober) - Ralphi Rosario feat. Shawn Christopher – Everybody Shake It - 1 Woche (17. Oktober – 23. Oktober) - David Guetta feat. Akon – Sexy Bitch - 1 Woche (24. Oktober – 30. Oktober) - Agnes – Release Me - 1 Woche (31. Oktober – 6. November) - Whitney Houston – Million Dollar Bill - 1 Woche (7. November – 13. November) - Lady Gaga – Paparazzi - 1 Woche (14. November – 20. November) - Pet Shop Boys – Did You See Me Coming? - 1 Woche (21. November – 27. November) - Lily Allen – Fuck You - 1 Woche (28. November – 4. Dezember) - Jordin Sparks – S.O.S. (Let the Music Play) - 1 Woche (5. Dezember – 11. Dezember) - Depeche Mode – Perfect - 1 Woche (12. Dezember – 18. Dezember) - Plumb – Hang On - 1 Woche (19. Dezember – 25. Dezember) - Lady Gaga – Bad Romance - 2 Wochen (26. Dezember 2009 – 8. Januar 2010) |